# کلاغ هندی
کلاغ هندی یا کلاغ خانگی (Corvus splendens) گونه‌ای کلاغ بومی جنوب آسیا است که توسط انسان به بسیاری از نقاط دیگر دنیا نیز وارد شده‌است. کلاغ هندی با ۴۰ سانتی‌متر طول کمی کوچک‌تر از کلاغ ابلق، کمی بزرگ‌تر از کلاغ گردن‌بور و لاغرتر از هر دوی آن‌هاست.
پیشانی، چانه و بالای سینه این پرنده مشکی براق، سینه و گردنش خاکستری مایل به قهوه‌ای و بال‌ها، دم و پاهای آن سیاه است.

## زیستگاه
این گونه به خوبی با زندگی در کنار انسان سازگاری یافته و با توجه به لاشه‌خواری و همه‌چیزخواری از بقایای غذاهای انسان تغذیه می‌کند و هیچ جمعیتی از آن که مستقل از انسان‌ها به حیات خود ادامه دهند شناخته نشده‌است. کلاغ هندی بومی نپال، بنگلادش، هند، پاکستان، سری لانکا، جزایر مالدیو و لاکادیو، جنوب غرب تایلند، میانمار، هنگ‌کنگ، چین، بوتان، سنگاپور و سواحل جنوبی ایران است و توسط انسان به بسیاری از مناطق دیگر دنیا هم وارد شده‌است. قابلیت‌های کلاغ هندی آن را تبدیل به یک گونه مهاجم در بسیاری از این مناطق دنیا کرده که آسیب زیادی به محیط زیست بومی وارد می‌کند.

## نگارخانه

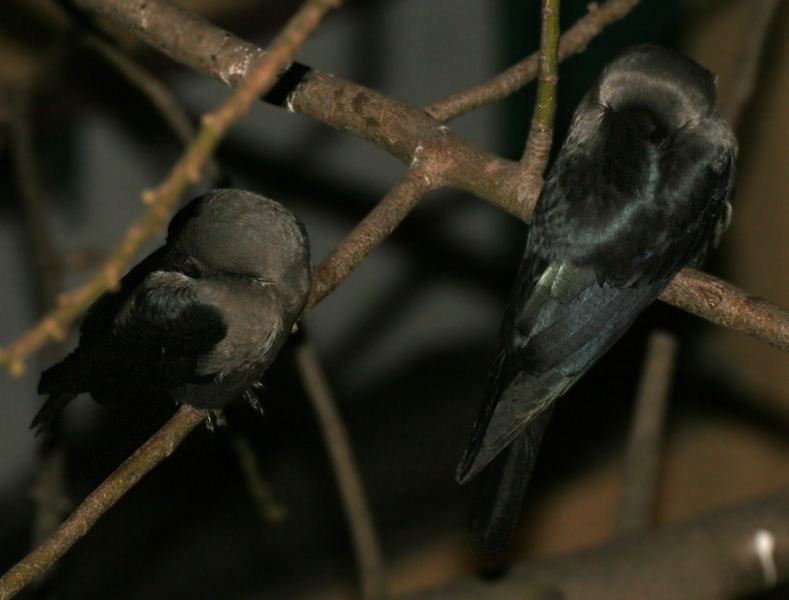
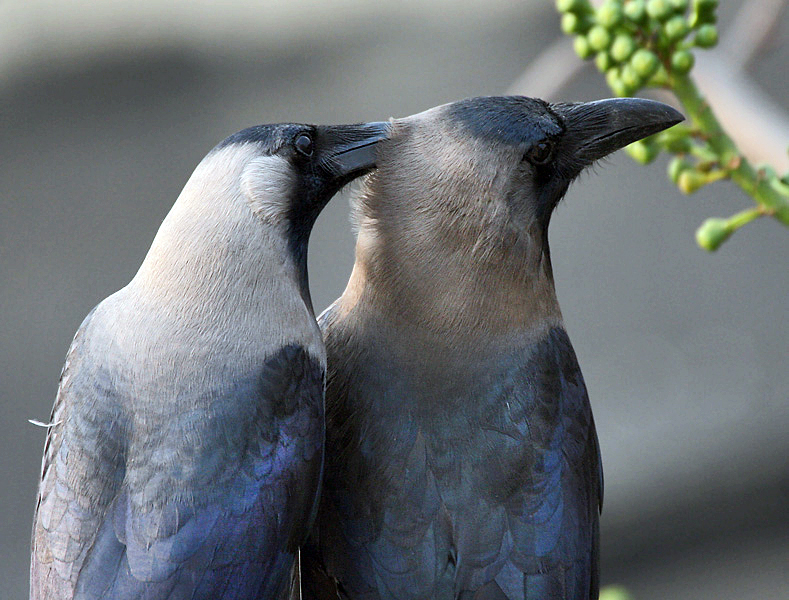
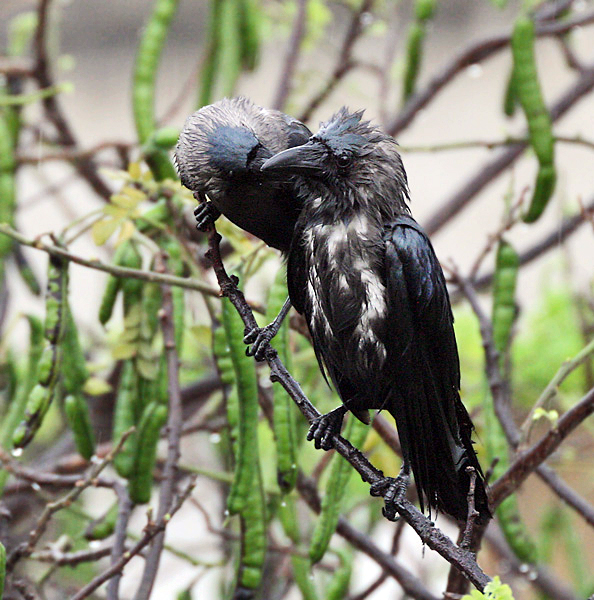
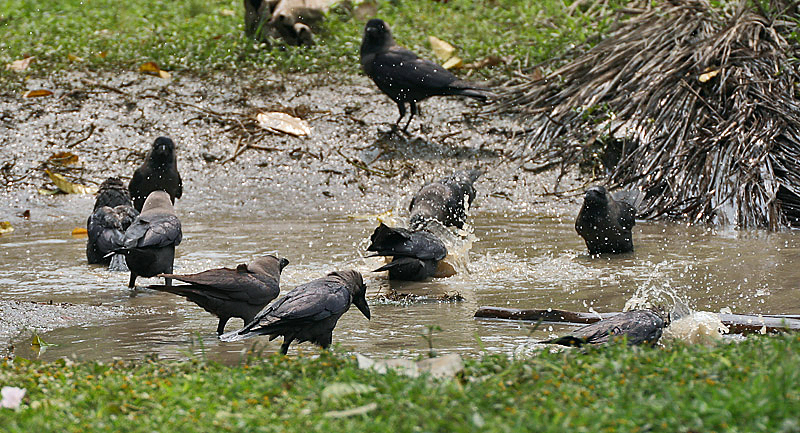
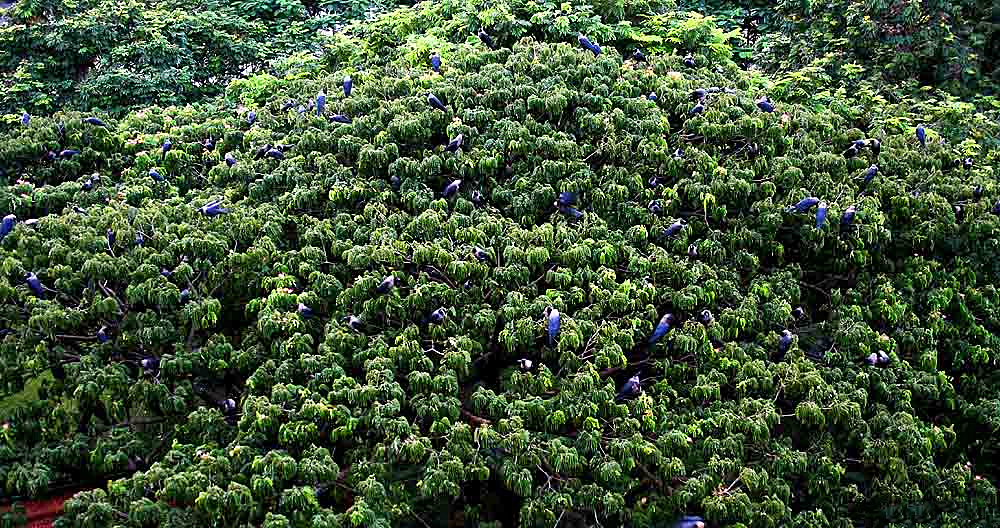
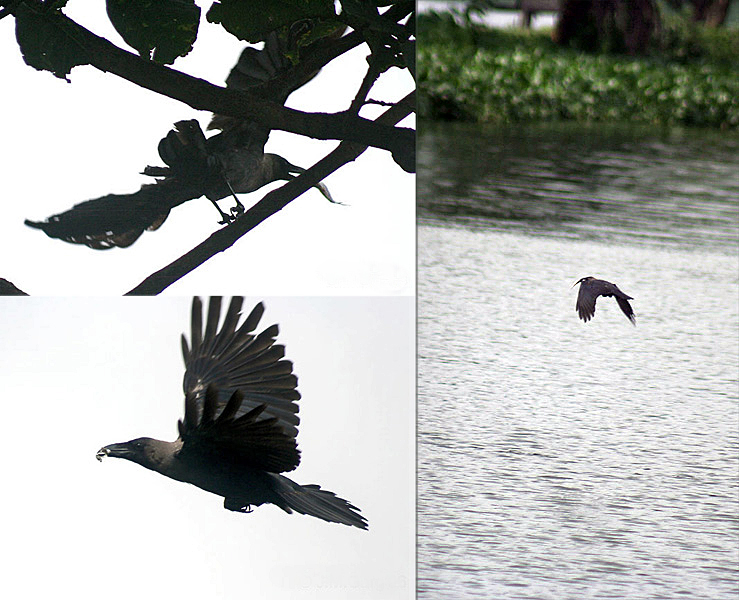
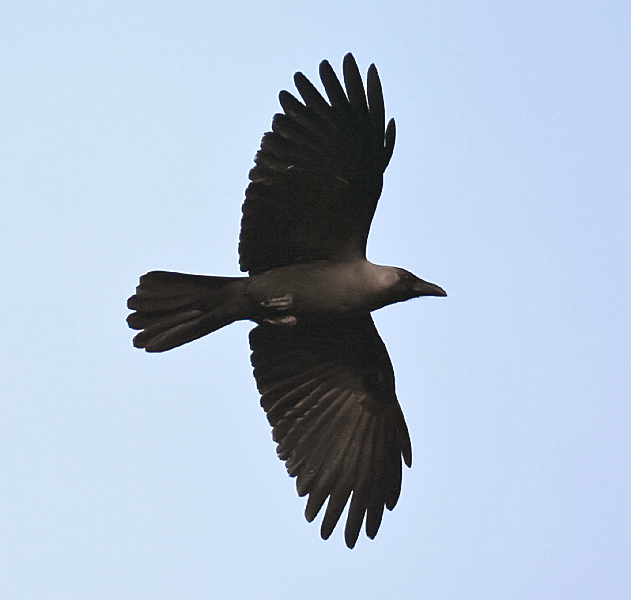
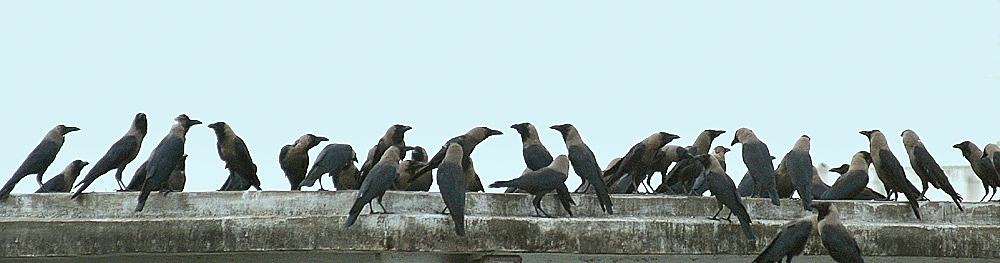
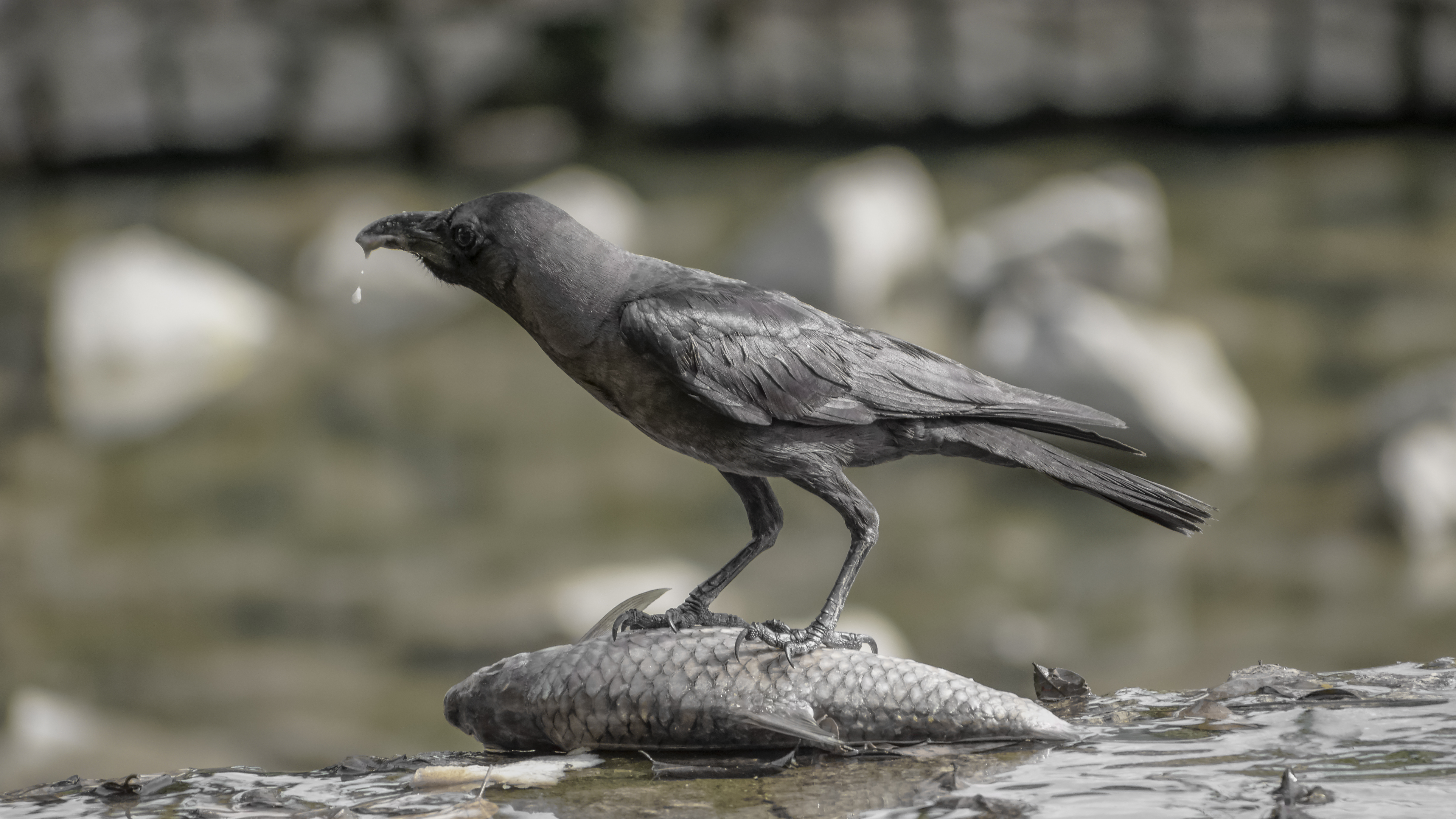
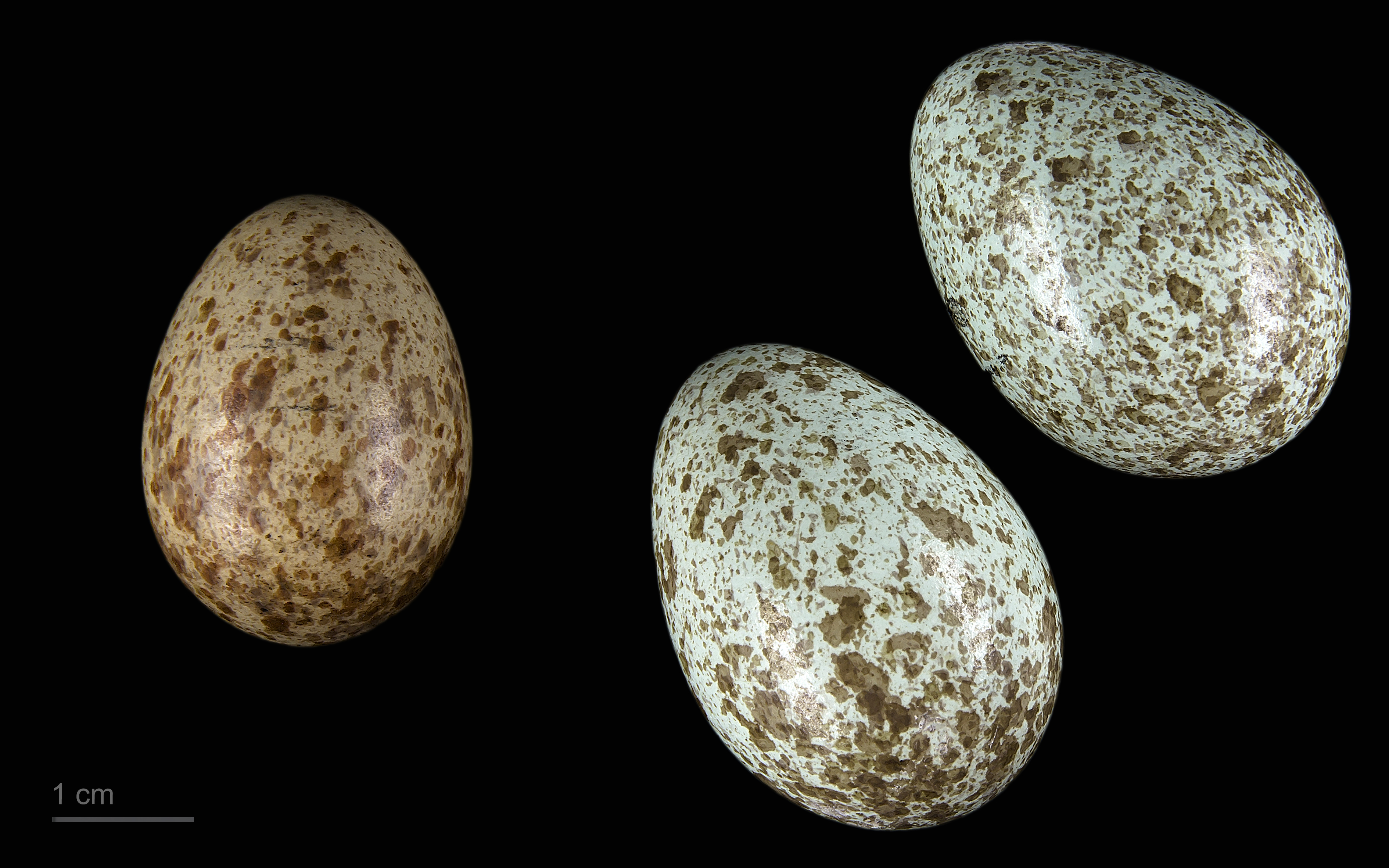
Eudynamys scolopaceus + Corvus splendens